# Appliance de computador
Um appliance de computador (em tradução literal aparelho de computador) geralmente é um dispositivo de hardware separado e dedicado com software integrado (firmware), especificamente projetado para fornecer um recurso de computação específico. Estes dispositivos se tornaram conhecidos como "aparelhos" (appliance) devido a sua similaridade com os aparelhos domésticos, que geralmente são "fechados e selados" - não reparável pelo proprietário. O hardware e o software são pré-integrados e pré-configurados antes de ser entregue ao cliente, para fornecer uma solução de "chave na mão" para um problema particular. Diferente dos computadores de propósito geral, appliances geralmente não são projetados para permitir que os clientes mudem o software (incluindo o sistema operacional subjacente), ou para reconfigurar o hardware de maneira flexível.
Existem diversos tipos de appliances ligados a engenharia, informática, biologia e matemática. Todos eles são customizados e configurados de acordo com uma função e de propriedade imutável. Nessas propriedades esse conjunto de appliance é vendido comercialmente por vários fabricantes.

## Tipos de appliances
A variedade de appliances de computadores reflete a ampla gama de recursos de computação que eles fornecem para aplicações. Alguns exemplos:
1. Appliances de armazenamento (storage appliances) fornecem quantias massivas de armazenamento e funcionalidades adicionais de alto nível (por exemplo, espelhamento de disco e distribuição de dados) para vários sistemas ligados que usam o paradigma local transparente rede de área de armazenamento.[1]
2. Appliances de rede são roteadores[2] de propósito geral que fornecem proteção de firewall, Segurança da Camada de Transporte (TLS - Transport Layer Security), transmissão de mensagens, acesso a protocolos de rede especializados (como o Serviço de Mensagens ebXML) e multiplexação de comprimento de banda para os vários sistemas que eles fazem front-end.
3. Appliances anti-spam para spam de e-mail
4. Appliances de máquina virtual consistem de um sistema operacional embarcado de "estilo hipervisor" rodando no hardware do appliance. A camada hipervisor corresponde ao hardware do aparelho e não pode ser modificada pelo cliente, mas o cliente pode carregar outros sistemas operacionais e aplicações no appliance na forma de máquinas virtuais.

## Exemplos
Nos dicionários, a definição da palavra inglesa appliance, é: dispositivo, utensílio, mecanismo, apetrecho - e home appliances são aparelhos elétricos ou a gás usados em residências. Nos países de língua inglesa, são exemplos de home appliances : batedeiras, liqüidificadores, torradeiras e outros dispositivos com finalidade bem definida. Aqui também usamos todos eles, mas não os chamamos de appliances.
São também conhecidas na lingua inglesa como appliances as próteses (pernas mecânicas, óculos, aparelhos de audição, etc.). E na computação, appliance é um hardware (computador) com características de arquitetura específicas, onde é instalado um sistema operacional (Microsoft, Unix, Linux, etc) com recursos e configuração específica, que roda um software (roteador, firewall, IDS, etc) com finalidade muito bem definida.  E este uso de appliances vem crescendo significativamente, principalmente na área de segurança da informação, visando a disponibilizar somente os recursos que se precisa usar.